# 新型农村合作医疗

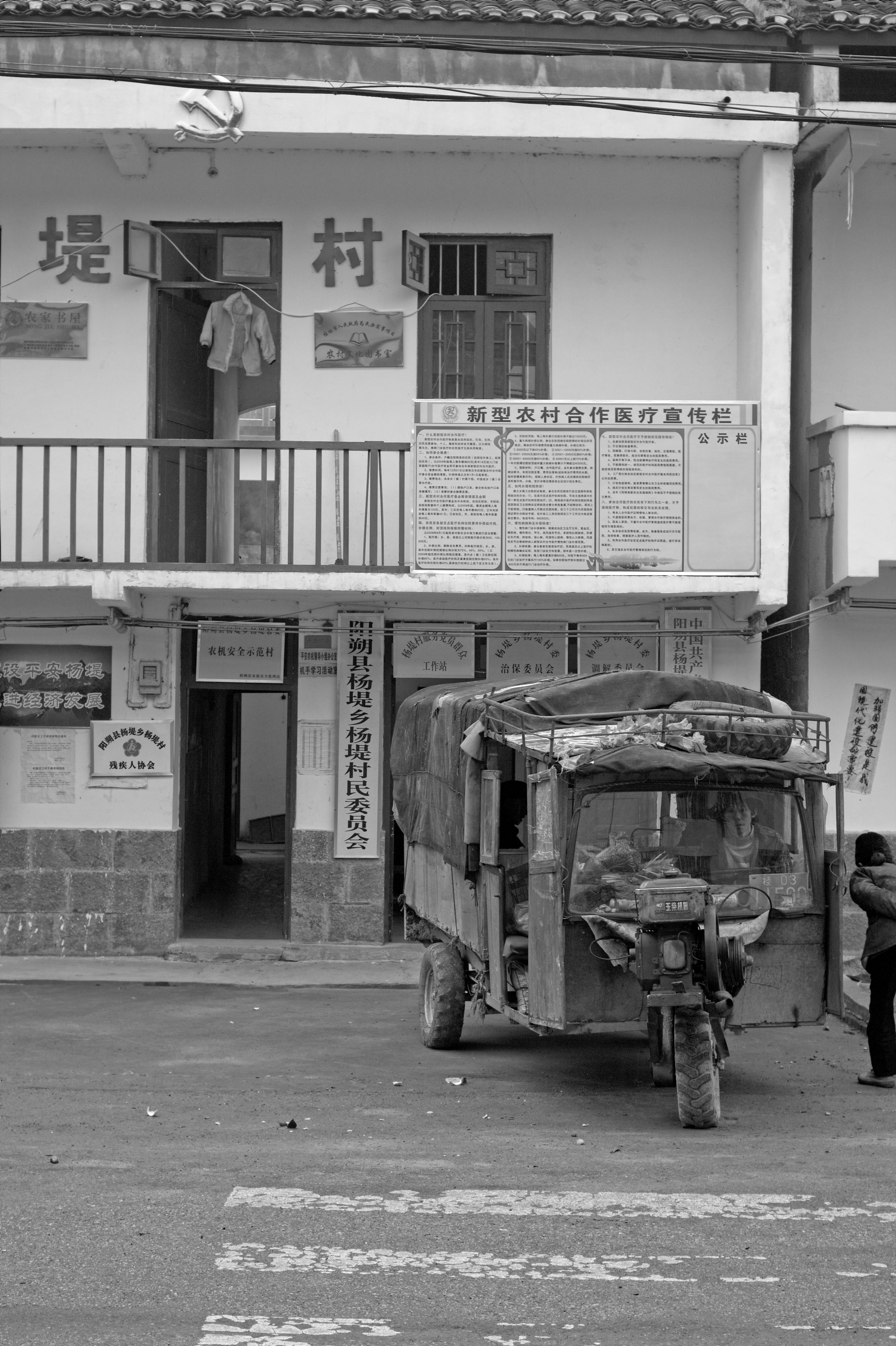
陽朔縣杨堤乡杨堤村辦公室門口公佈的新型农村合作医疗制度

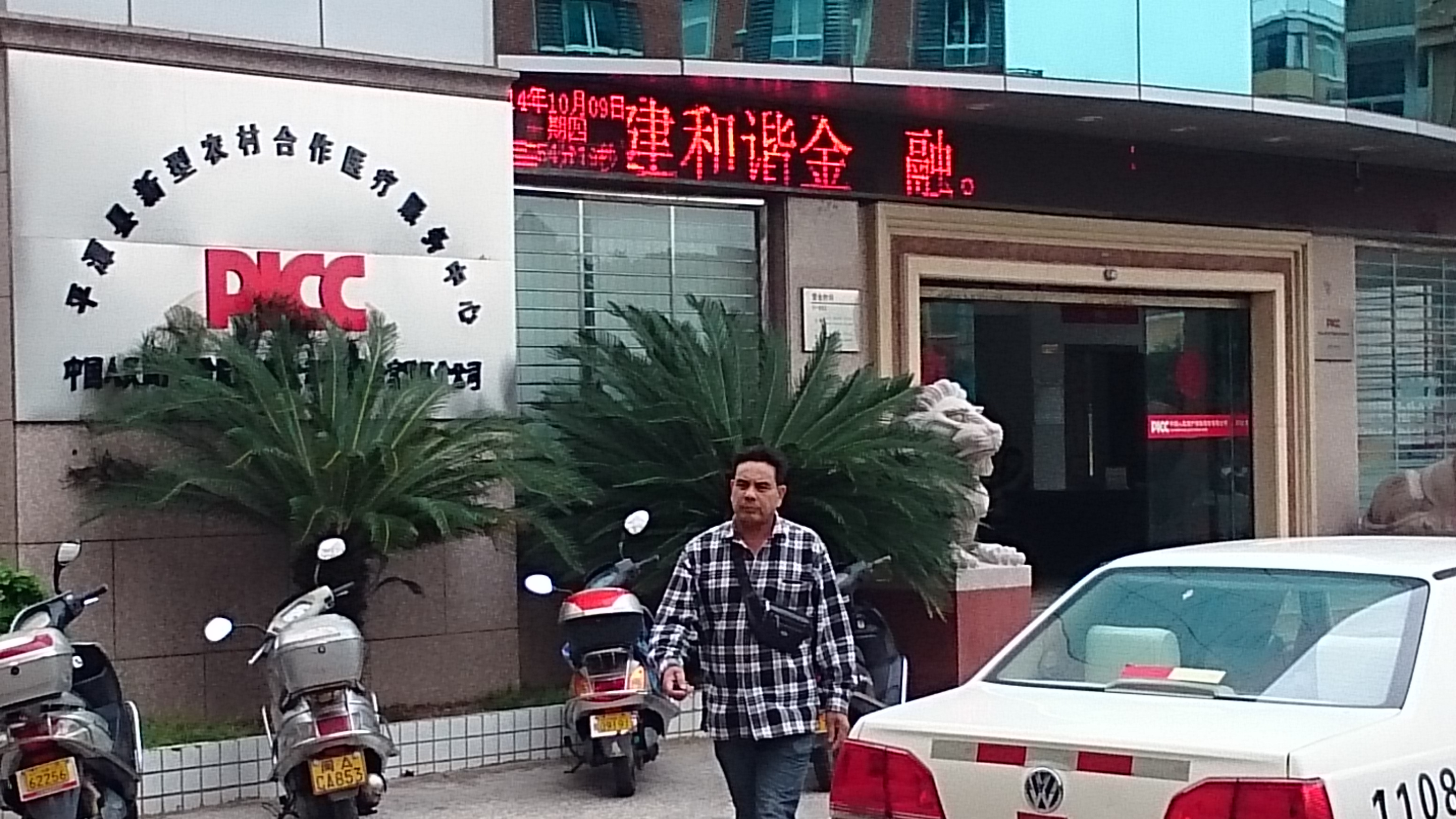
平潭綜合實驗區的新農合醫療中心

新型农村合作医疗（简称“新农合”）为中国内地自2004年针对农村与农民推行的新型农村合作医疗制度，屬於中國醫保一環，到2011年新农合参保人数达到8.32亿，参合率超过96%。新农合系由政府组织、引导、支持农民自愿参加，个人、集体和政府多方筹资，以大病统筹为主的农村居民医疗互助共济制度。该项制度于2003年正式启动试点，2008年基本实现全覆盖。2011年政府补助标准达到每人每年200元，政策范围内的住院费用报销比例达到70%，超过85%的统筹地区开展了门诊统筹。
2018年國務院機構改革後新型农村合作医疗劃歸國家醫療保障局运营，目前许多地区已将其与当地的城镇居民基本医疗保险合并形成统一的城乡居民基本医疗保险。

## 历史
新农合作为中国内地公共医疗制度标志始于2002年10月19日《中共中央、国务院关于进一步加强农村卫生工作的决定》，2003年各省（市）自治区开始试点，初期每人（受益对象）自费10元、政府财政10元；自2008年开始大幅提高出资比例，2009年每人财政出资达到80元，到2012年达到240元，报销范围大大拓宽。与此同时，以乡镇卫生院为主体的医疗设施获得极大改善。到2011年，新农合参保人数达到8.32亿，参合率超过96%。
- 2004年，开展新农合试点。目标是逐步建立由政府组织和引导，农民自愿参加，个人、集体和政府多方筹资，以大病统筹为主的农民医疗互助共济制度，确保农民群众受益。
- 2005年，中央1号文件（《中共中央、国务院关于进一步加强农村工作提高农业综合生产能力若干政策的意见》[5]）提出积极稳妥推进新型农村合作医疗试点和农村医疗救助工作，实施农村医疗卫生基础设施建设规划，加快农村医疗卫生人才培养，提高农村医疗服务水平和应对突发公共卫生事件的能力。加强艾滋病、血吸虫病等重点疾病的防治工作，推动改水改厕等农村环境卫生综合治理。2005年主要稳步进行新农合试点，探索建立医疗救助制度；新农合试点已扩大到671个县，惠及1.77亿农民。

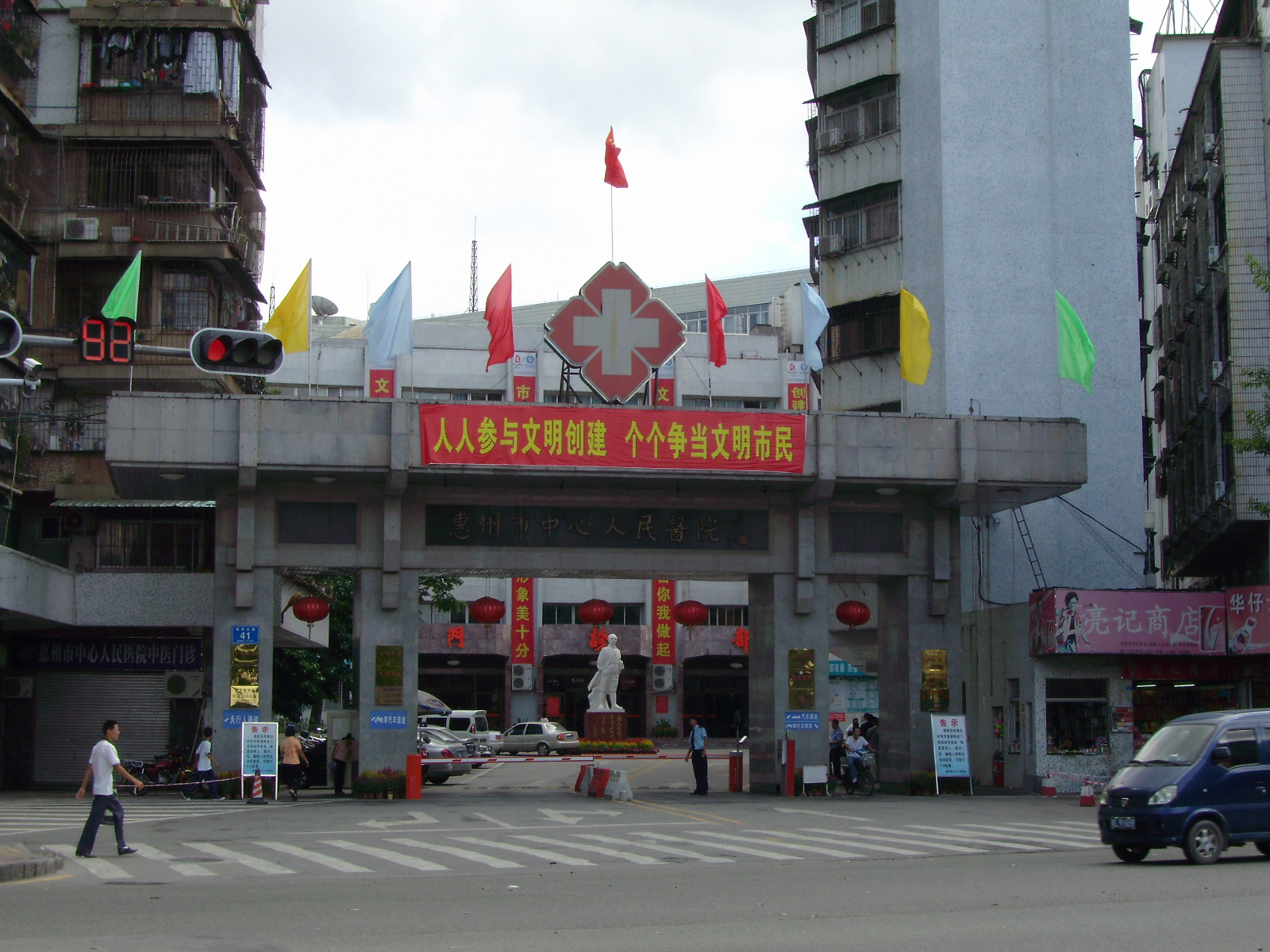
惠州市人民醫院正門標語

- 2006年，中央1号文件（《中共中央、国务院关于推进社会主义新农村建设的若干意见》[6]），提出积极推进新型农村合作医疗制度试点工作，从2006年起，中央和地方财政较大幅度提高补助标准，到2008年在全国农村基本普及新型农村合作医疗制度。各级政府要不断增加投入，加强以乡镇卫生院为重点的农村卫生基础设施建设，健全农村三级医疗卫生服务和医疗救助体系。中央和地方财政对参加合作医疗农民的补助标准由20元提高到40元，中央财政为此将增加支出42亿元；新农合试点范围扩大到1,451个县（市、区），占全国总数的50.7％，有4.1亿农民参加；中央财政支出42.7亿元，地方财政也相应增加支出，较大幅度提高参加合作医疗农民的补助标准。启动了农村卫生服务体系建设，中央财政安排27亿元国债资金用于县、乡、村三级医疗卫生基础设施建设。
- 2007年，新农合不断完善，已扩大到全国86%的县，参合农民达到7.3亿人。计划试点范围扩大到全国80%以上的县（市、区），有条件的地方还可以搞得更快一些。中央财政安排补助资金101亿元，比上年增加58亿元。落实农村卫生服务体系建设与发展规划，健全县、乡、村三级农村卫生服务网络，每个乡镇由政府办好一所卫生院，采取多种形式支持每个行政村设立一个卫生室，建设农村药品供应网和监督网，加强农村卫生队伍建设，努力让广大农民享有安全、有效、方便、价廉的医疗卫生服务。
- 2008年，参加新农合的人口8.14亿，参合率91.5％。计划用两年时间将筹资标准由每人每年50元提高到100元，其中中央和地方财政对参合农民的补助标准由40元提高到80元。重点健全农村三级卫生服务网络和城市社区医疗卫生服务体系。加大全科医护人员和乡村医生培养力度，鼓励高素质人才到基层服务。
- 2009年，新农合覆盖8.3亿人。计划继续提高城镇居民医保和新农合筹资标准和财政补助标准，适当扩大报销范围，提高报销比例。全面完成规划支持的2.9万所乡镇卫生院建设任务。今后三年内中央财政再支持5000所中心乡镇卫生院、2000所县级医院和2400所城市社区卫生服务中心建设。支持边远地区村卫生室建设，实现全国每个行政村都有卫生室。
- 2010年，财政补助标准提高到120元，比上年增长50%，并适当提高个人缴费标准。开展农村儿童白血病、先天性心脏病医疗保障试点，尽力为这些不幸的儿童和家庭提供更多帮助。
- 2011年，新农合参保人数达到8.32亿，参合率超过96%。新农合和城镇居民医保财政补助标准提高到200元。
- 2012年，新农合和城镇居民医保财政补助标准提高到每人每年240元，全面推开尿毒症等8类大病[註 1]保障，将肺癌等12类大病[註 2]纳入保障和救助试点范围。
- 2016年，國務院下發文件指示年底前執行各省內異地就醫報銷，2017年底前達到全國異地就醫報銷。